# (2301) Whitford
(2301) Whitford est un astéroïde de la ceinture principale, découvert le 20 novembre 1965 à l'observatoire Goethe Link près de Brooklyn, dans l'Indiana.